# Miguel Rubio Vargas
Miguel Rubio Vargas (La Puebla de Cazalla, 1942-Sevilla, 26 de junio de 1997), conocido como Miguel Vargas, fue un cantaor flamenco.

## Biografía
Nació en La Puebla de Cazalla. En la adolescencia se trasladó al cercano pueblo de Paradas para trabajar. Como José Menese y Diego Clavel, estuvo muy vinculado a la figura de José María Moreno Galván, cuyas letras interpretó numerosas veces. En 1968 ganó el premio por seguiriyas en el concurso de Mairena del Alcor. También obtuvo un premio en el concurso de Archidona y el Yunque de Oro de la Tertulia Flamenca de Ceuta. Se marchó a Madrid, donde trabajó seis años en el tablao Zambra con artistas como el Gallina, Juan Varea, Pericón de Cádiz o Pepe el Culata. Actuó en los teatros parisinos Olympia y de la Ville. También actuó en otros países europeos. Da nombre a la peña de Paradas.